# Tomás Antônio Gonzaga

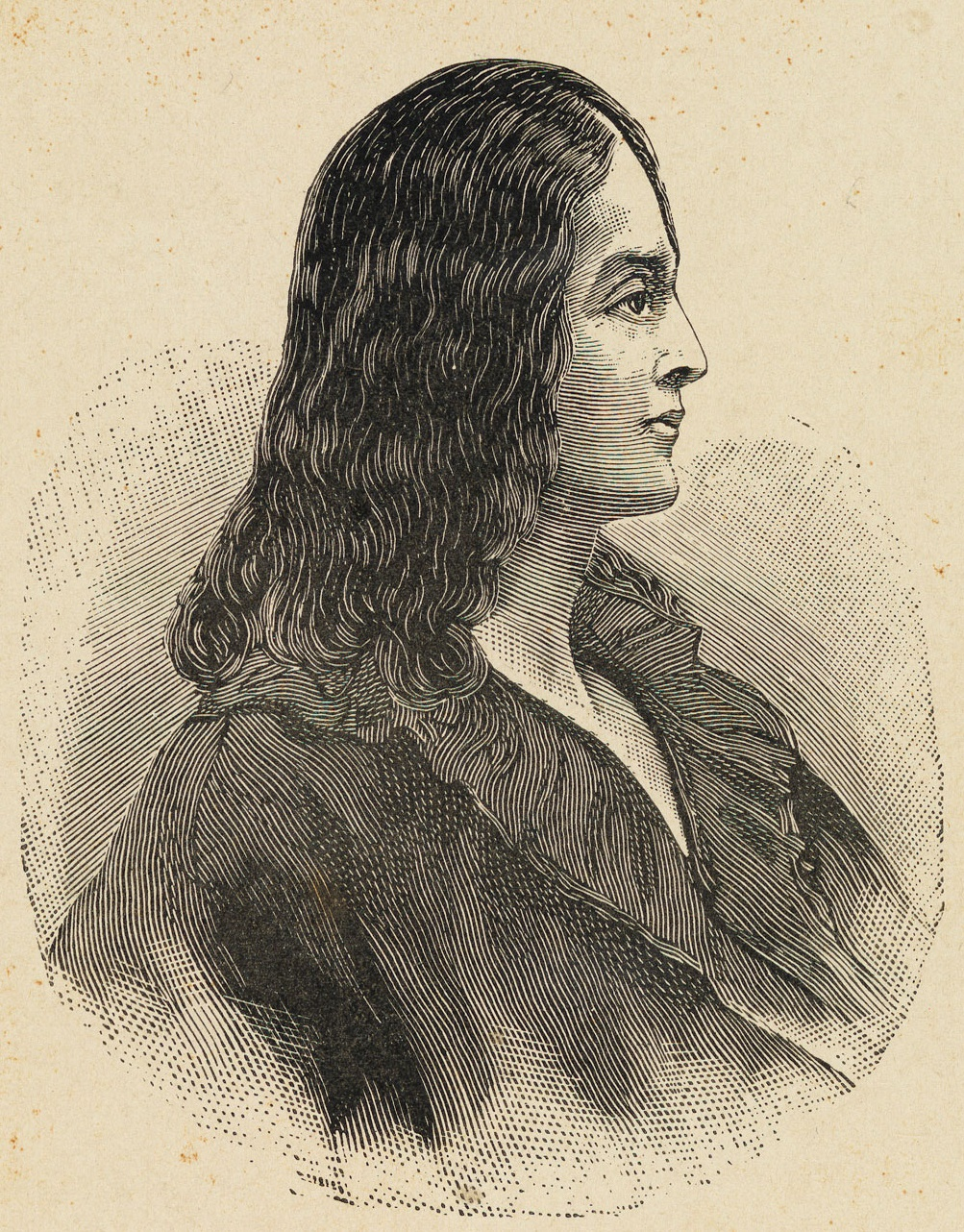
Tomás Antônio Gonzaga.

Tomás Antônio Gonzaga (ur. 11 sierpnia 1744 w Porto, zm. 1810 w Mozambiku) – brazylijski poeta.
Był przedstawicielem portugalskiego arkadyzmu. Za udział w antyportugalskim spisku został uwięziony i zesłany do Mozambiku. Tworzył głównie liryki miłosne pod wpływem Anakreonta, Teokryta i Petrarki, jest m.in. autorem słynnego zbioru Marília de Dirceu (cz. 1 1792), a także poematu satyrycznego w formie listów Cartas chilenas (1845).